# Герге Ловренчич
Герге Ловренчич (мађ. Lovrencsics Gergő; Солнок, 1. септембар 1988) је мађарски професионални фудбалер који игра на позицији десног крила или десног бека. Моментално игра за Солин који је у другој Хрватској ногометној лиги и игра за репрезентацију Мађарске.
По позицији је десни бек, али је универзалан играч који може да се користи у скоро свим деловима терена. Раније је често играо као десно крило, десни везни или лево крило.
Преласком у Познањ постао је један од првих репрезентативаца мађарског фудбала у Пољској, где је освојио првенство Пољске и Суперкуп. Упркос чињеници да је друга половина његове четири године у пољској лиги била испрекидана повредама, које су оставиле снажан траг на његов каснији наступ, прве две сезоне је скренуо пажњу пољских посматрача играча на мађарске клубове, чиме је отворио врата Екстракласе за мађарске фудбалере. Захваљујући томе, још два мађарска фудбалера (Давид Холман и Тамаш Кадар) су већ били део тима Познања у сезонама 2014/15 и 2015/16.
Као највећи успех у његовој репрезентативној каријери, био је да је са репрезентацијом Мађарске стигао до осмине финала Европског првенства 2016. и Мађарска се такође се пласирала на Европско првенство 2021. године.

## Каријера

### Будафок
Професионалну фудбалску каријеру започео је у тиму Будафока. Његов дебитантски меч одиграо је 19. августа 2006. против Бакталорантазе. У дебитантској сезони је постигао четири гола на двадесет и две утакмице. Његов тим је на крају лиге испао из друге лиге.
Након испадања, Будафок је наставио првенствене борбе у НБ III групи Дунав, Ловренчић је остао веран и играо је за црвено-црне у трећој лиги. Овде је постигао 10 голова у 15 кола. Печуј је приметио играча, па је на пролеће поново заиграо у другој лиги. Будафок је шампионат завршио на 12. месту.

#### Печуј
У свом новом тиму дебитовао је 3. марта 2008, а први гол постигао је 15. марта против Дунаујвароша. Током првенства постигао је још два гола, један 3. маја 2008. против Папе. У својој првој (полу) сезони у Печују, одиграо је 13 мечева и постигао три гола, а тим из Печуја је на крају завршио на 6. месту у лиги.
На основу претходне две сезоне и јесење сезоне 2010/11, Ловренчич се показао као једна од најважнијих карика друголигашког тима Печуја. Управа је желела да му продужи уговор који му истиче на лето, што крилни фудбалер није прихватио. Клуб га је потом избацио из првог тима, што је председник клуба Деже Матије оправдао рекавши да његов менталитет сада неће користити тиму.
Сходно томе, Ласло Киш, тадашњи главни тренер тима, није га чак ни именовао у екипу за првих пет мечева пролећне сезоне. У прва три пролећна кола Печуј је водио битке друголигаша. Међутим, у 19. и 20. колу два директна ривала, Видеотон II и Ђирмот, поражени су од Печуја, захваљујући чему је тим рангиран на 3. место у првенству. С обзиром на тешку ситуацију у клубу, Ловренчич се вратио у тим и започео девет од преосталих 10 кола. На почетку шампионата запажен је са 4 гола и 7 асистенција, а његовим вођством Печуј је избио испред Ђирмота са 3 бода предности и тиме изборио улазак у другу лигу. У овој сезони Ловренчич је постигао 9 голова и имао 10 асистенција на 23 меча.

### Ломбард Папа
Ловренчич је потписало за Ломбард Папу у фебруару 2011. Клуб је желео да се Ловренчич појави у пролећној сезони шампионата 2010/11, али је на крају тек на лето ушао у прволигашкиклуб. Већ у својој првој сезони у врху, Герге је постао стандардни првотимац. А у 27. колу његово име је постало шире познато. Тим се борио против испадања, састао се са Ференцварошем на стадиону А. Флоријан. Захваљујући два гола постигнутим од стране Ловренчича, за те прилике изненађујуће су победили зелено-беле са 2 : 0 и направили велики корак ка останку у лиги.
Почео је свих тридесет мечева у сезони и постигао седам од 26 Папиних голова. Захваљујући овим головима, Ломбард Папа је завршио на 14. месту у лиги са 30 бодова на крају сезоне, испред већ испалих Вашаша и Залаегерсега. Званичници Леха из Познања гледали су га неколико пута уживо, али након лошег наступа на самом крају сезоне остали су неубеђени. Чинило се да је потпис играча у Пољској осуђен на пропаст, али је Ловренчич био толико одлучан да се одрекао дела своје плате како би променио клуб. Овакав став се допао председнику Познања, па је у лето 2012. премештен.

### Лех Познањ
Дана 20. јуна 2012, званично је потврђено да је позајмљен Леху из Познања за 100.000 евра на једногодишњу позајмицу, уз опцију продужења уговора за годину дана. Дана 5. јула 2012. први пут је наступио за свој нови тим у квалификационој утакмици за Лигу Европе, где је у 61. минуту пробио по десном крилу, а потом је Рафал Муравски са неколико метара шутирао лопту у центар гола потивничког тима казахстанског Жетисуа. Четири минута касније, на додавање са леве стране, сустигао је свог дефанзивца и главом послао лопту у мрежу. Такође је дебитовао у Екстракласи 18. августа 2012, постигавши гол и пруживши две асистенције са чиме је помогао да Лех Познањ победи Рух Хожов.
На крају јесење сезоне 2015/16. било је извештаја да Ловренчич неће почети пролећну сезону са плаво-белима, али је крилни фудбалер то сматрао мало вероватним. Стране су се договориле да у фебруару 2016. године седну за преговарачки сто и разговарају о могућем наставку. У пролеће је Ловренчич изјавио да иако је било разговора о његовој будућности, није добио конкретну понуду за продужење уговора од клуба, тако да ће сигурно напустити Пољску на лето, јер не жели да игра ни за један други пољски тим осим Познања. И тако се и догодило, крилни фудбалер је на лето потписао трогодишњи уговор са браниоцем титуле у мађарској лиги, Ференцварошем.
Током боравка у пољској Легији, одиграо је 112 мечева у Екстракласи, постигао 19 голова и поделио 27 асистенција, освојио је титулу првака и Суперкуп и играо у финалу купа.

### Ференцварош
Дана 5. јула 2016. Ловренчич је потписао уговор са мађарским фудбалским клубом Ференцварошем. Приликом доласка у клуб изјавио је да је његов повратак у Мађарску био корак напред јер његов бивши клуб Лех Познањ није могао да игра у УЕФА Лиги шампиона или УЕФА Лиги Европе пошто је завршио на седмом месту у Екстракласи 2015/16. Међутим, Ференцварош се квалификовао за УЕФА Лигу шампиона 2016/17.
Дана 16. јуна 2020. постао је шампион са Ференцварошем победивши Будимпештански Хонвед на стадиону Хидегкути Нандор у 30. колу прве сезоне националног првенства 2019/20.
Дана 29. септембра 2020. био је члан тима Ференцвароша који се квалификовао за групну фазу УЕФА Лиге шампиона 2020/21 након што је победио Молде ФК укупним резултатом 3 : 3 (предност голова у гостима) на Групама Арени.

### Хајдук Сплит
Хрватски Хајдук из Сплита је 5. јула 2021. званично објавио потписивање слободног трансфер везисте. У хрватској лиги је дебитовао 17. јула, одигравши 82 минута као стартер у првом колу у ремију 2 : 2 против Локомотиве Загреб. Дана 22. јула, пружио је асистенцију у победи 2. кола квалификација за УЕФА конференцијску лигу против Тобола из Казахстана са резултатом 2 : 0. Постао је редовни члан хрватског тима, али је крајем августа доживео делимични покидани лигамент скочног зглоба у 12. минуту у Хајдуковом поразу код куће од Ријеке резултатом 2 : 1, па је био ван терена неколико недеља.
Вратио се после повреде после скоро месец дана одсуства у 10. колу, у победи од 1 : 0 против Локомотиве Загреб, где је поново био уврштен у стартну поставу. У следећем колу постигао је гол свог тима у ремију 1 : 1 против НК Осијек.

### Солин
У августу 2023. године Ловренчич је потписао уговор са НК Солин који игра у хрватској другој лиги, где на њега рачунају и као играча и као тренера омладинског тима клуба.

## Репрезентација
Као признање за његов наступ у Пољској, тадашњи савезни селектор репрезентације Шандор Егервари га је позвао у селекцију мађарске репрезентације за пријатељску утакмицу код куће против Кувајта, где је на крају одиграо полувреме као замена за Јожефа Канту. Дана 14. новембра 2014. асистирао је Золтану Гери у мечу квалификација за Европско првенство против Финаца. Свој први репрезентативни гол је постигао у квалификационој серији 11. октобра 2015. против Грка, упркос томе, репрезентација је изгубила са 4 : 3 од Хелена, који су као најслабији тим завршили на последњем месту у групи.
Учествовао је на Европском првенству 2016, где је због лакше повреде колена играо само у групној фази против Португалије и осмини финала против Белгијанаца.
Нови савезни селектор националног тима Марко Роси га је 1. јуна 2021. именовао у тим од 26 играча репрезентације Мађарске која се припрема за Европско првенство. Провео је 98 минута на терену у три меча на континенталном турниру.
Он се 21. октобра 2021. опростио од репрезентације. У снимку који је објавио МЛС, каже да са 33 године више није у стању да даје све од себе на два фронта, па препушта младим људима да наставе даље.

## Достигнућа
Печуј
- Куп Мађарске у фудбалу
  - финалиста (1): 2009
- Друга лига Мађарске у фудбалу
  - шампион: 2010/11.
- Лига куп Мађарске у фудбалу
  - финалиста : 2009

 Лех Познањ
- Прва лига Пољске у фудбалу:
  - шампион 2014/15.
- Куп Пољске у фудбалу
  - финалиста : 2014/15.
- Суперкуп Пољске у фудбалу
  - победник: 2015.

 Ференцварош
- Прва лига Мађарске у фудбалу
  - шампион: 2018/19[47], 2019/20,[48] 2020/21[49]
- Куп Мађарске у фудбалу
  - победник: 2016/17.

 Хајдук Сплит
- Куп Хрватске у фудбалу
  - победник: 2021/22, 2022/23
- Прва лига Хрватске у фудбалу
  - други: 2021/22, 2022/23.

### Репрезентација
Ажурирано утакмице игране до 23. јуна 2021.
| Репрезентација | Година | Ута | Гол |
| -------------- | ------ | --- | --- |
| Мађарска       | 2013   | 2   | 0   |
| Мађарска       | 2014   | 6   | 0   |
| Мађарска       | 2015   | 3   | 1   |
| Мађарска       | 2016   | 4   | 0   |
| Мађарска       | 2017   | 5   | 0   |
| Мађарска       | 2018   | 8   | 0   |
| Мађарска       | 2019   | 8   | 0   |
| Мађарска       | 2020   | 1   | 0   |
| Мађарска       | 2021   | 7   | 0   |
| Укупно         | Укупно | 44  | 1   |

Скор и резултати прво наводе зброј голова Мађарске, колона са резултатом показује резултат након сваког гола Ловренцшића.
| Бр. | Датум            | Стадион                           | Ута | Противник | Скор  | Резултат | Такмичење                 |
| --- | ---------------- | --------------------------------- | --- | --------- | ----- | -------- | ------------------------- |
| 1   | 11. октобар 2015 | Стадион Караискакис, Атина, Грчка | 9   | Грчка     | 1 : 1 | 3 : 4    | Квалификације за ЕП 2016. |